# Paloveopsis
Paloveopsis là một chi thực vật có hoa trong họ Đậu.